# Мышевидные белозубки
Мышевидные белозубки, или мышиные белозубки (лат. Myosorex), — род млекопитающих из семейства землеройковых.

## Описание
Мех этих землероек мягкий и шелковистый, его окрас варьирует от жёлто-коричневого и серого до чёрного. Длина тела от 60 до 110 мм, масса до 23 г.

## Распространение
Область распространения мышевидных белозубок простирается от Камеруна и Уганды до Южной Африки. Их жизненное пространство — это влажные леса и буш.
Эти животные активны как днём, так и ночью. Они роют норы, которые затем выстилают травой. Вне периода размножения ведут одиночный образ жизни.

## Питание
Рацион состоит из насекомых, а также мелких млекопитающих и птиц.

## Природоохранный статус
Из-за разрушения жизненного пространства многие виды занесены в Красную книгу МСОП как угрожаемые. Мышевидная белозубка Эйзентраута (Myosorex eisentrauti) считается видом, находящимся на грани полного исчезновения.

## Виды
База данных Американского общества маммологов и Красная книга МСОП признают 19 видов мышевидных белозубок:
| Виды                                                        | Ареал                                                      | Охранный статус | Комментарии                                                              |
| ----------------------------------------------------------- | ---------------------------------------------------------- | --------------- | ------------------------------------------------------------------------ |
| Мышевидная белозубка Бабюльта (Myosorex babaulti)           | ДР Конго, Руанда, Бурунди, Уганда                          | [ 7 ]           |                                                                          |
| Угандская мышевидная белозубка (Myosorex blarina)           | горы Рувензори (ДР Конго и Уганда)                         | [ 8 ]           |                                                                          |
| Myosorex bururiensis                                        | Бурунди (эндемик рифта Альбертин)                          | [ 9 ]           | описана в 2010 году                                                      |
| Темнолапая мышевидная белозубка (Myosorex cafer)            | ЮАР (Восточно-Капская провинция и Квазулу-Натал)           | [ 11 ]          | ранее включала M. meesteri, M. sclateri и, возможно, популяцию M. tenius |
| Мышевидная белозубка Эйзентраута (Myosorex eisentrauti)     | Экваториальная Гвинея (остров Биоко)                       | [ 5 ]           |                                                                          |
| Танзанийская мышевидная белозубка (Myosorex geata)          | Танзания (горы Улугуру)                                    | [ 12 ]          |                                                                          |
| Myosorex gnoskei                                            | Малави (нац. парк Ньика)                                   | [ 13 ]          | описана в 2008 году                                                      |
| Myosorex jejei                                              | ДР Конго (нац. парк Кахузи-Биега; эндемик рифта Альбертин) | [ 15 ]          | описана в 2010 году                                                      |
| Myosorex kabogoensis                                        | ДР Конго (Южное Киву)                                      | [ 16 ]          | описана в 2013 году                                                      |
| Myosorex kihaulei                                           | Танзания (горы Удзунгва)                                   | [ 18 ]          |                                                                          |
| Длиннохвостая мышевидная белозубка (Myosorex longicaudatus) | ЮАР (Западно- и Восточно-Капская провинции)                | [ 19 ]          |                                                                          |
| Myosorex meesteri                                           | Мозамбик и Зимбабве                                        | [ 20 ]          | описана в 2013 году                                                      |
| Бамендская мышевидная белозубка (Myosorex okuensis)         | Камерун                                                    | [ 22 ]          |                                                                          |
| Рампийская мышевидная белозубка (Myosorex rumpii)           | Камерун                                                    | [ 23 ]          |                                                                          |
| Белозубка Шаллера (Myosorex schalleri)                      | ДР Конго (Южное Киву)                                      | [ 24 ]          |                                                                          |
| Белозубка Склатера (Myosorex sclateri)                      | ЮАР (Квазулу-Натал)                                        | [ 25 ]          |                                                                          |
| Малая мышевидная белозубка (Myosorex tenuis)                | ЮАР и, возможно, Мозамбик                                  | [ 26 ]          |                                                                          |
| Лесная мышевидная белозубка (Myosorex varius)               | Эсватини, Лесото, ЮАР                                      | [ 27 ]          |                                                                          |
| Myosorex zinki                                              | Танзания (вокруг Килиманджаро)                             | [ 28 ]          |                                                                          |

### Комментарии
1. ↑  При наличии разногласий между базой данных Американского общества маммологов и Красной книгой МСОП данные указаны согласно Красной книге МСОП.
2. ↑  Даты описания указаны только для видов, которые база данных Американского общества маммологов рассматривает как «недавно описанные» (recently described), то есть для тех видов, которые отсутствуют в 3-м издании справочника Mammal Species of the World (2005).